# 纳博讷区中央公社
纳博讷区中央公社（法語：Commune centrale de l'arrondissement de Narbonne），通称纳博讷公社，是1871年3月24日—31日法国纳博讷的共和主义者和革命社会主义者通过人民起义建立的革命政府。它的领导人是临时长官埃米尔·迪金和公社主席巴蒂斯特·利穆齐。